# Anita Brookner
Anita Brookner (ur. 16 lipca 1928 w Londynie, zm. 10 marca 2016 w Londynie) – angielska pisarka i historyk sztuki, urodzona w Londynie i za życia mocno z tym miastem związana. Pochodziła z rodziny żydowskich imigrantów z Polski. Jej styl pisania jest podobny do pisarstwa Jane Austen i Henry Jamesa, analizujący kobiecą psychikę.

## Życiorys
Anita Brookner urodziła się 16 lipca 1928 roku w rodzinie żydowskich emigrantów z Polski. Ukończyła King's College w Londynie oraz Courtauld Institute of Art. Studiowała następnie w Paryżu oraz na Uniwersytecie Reading, ostatecznie powracając do swojej alma mater — Courtauld Institute. Tam zdobyła specjalizację z XVIII- i XIX-wiecznej sztuki we Francji. Podczas pracy, jako historyk sztuki współpracowała z Anthonym Bluntem — dyrektorem instytutu i królewskim historykiem sztuki, który okazał się rosyjskim szpiegiem.
Pierwszą powieść (A Start in Life) napisała i opublikowała w 1981 roku.
Anita Brookner zmarła w wieku 87 lat — 10 marca 2016 roku.

## Wybrane utwory
- Providence (1982); przekład polski Opatrzność (1997)
- Hotel du Lac (1984, nagroda Bookera); przekład polski 1989
- Family and Friends (1985); przekład polski Rodzina i przyjaciele (1994)
- A Private View (1994); przekład polski Prywatne doznania (1995)
- The Next Big Thing (2002)
- The Rules of Engagement (2003); przekład polski Uwikłane (2004)

Opracowano na podstawie biogramu na oficjalnej stronie wydawnictwa Penguin Random House.